# Emile Heskey
Emile William Ivanhoe Heskey (n. 11 ianuarie 1978) este un fost fotbalist profesionist englez care a jucat ca atacant. A făcut mai mult de 500 de apariții în Football League și Premier League pe parcursul unei cariere de 18 ani și a reprezentat Anglia în fotbalul internațional. De asemenea, a jucat în Australia pentru clubul din A-League Newcastle Jets.
Născut în Leicester, Heskey și-a început cariera la Leicester City după ce a progresat prin sistemul lor de tineret, făcând primul său debut în 1995. După ce a câștigat Cupa Ligii în 1997 și 2000, a plecat pentru 11 milioane la Liverpool în 2000, la momentul respectiv, a fost taxa de transfer plătită de club. La Liverpool, a câștigat mai multe distincții, inclusiv Cupa FA în 2001. A plecat la Birmingham City în 2004 și după retrogradarea din Premier League a semnat pentru Wigan Athletic pentru un record de 5,5 milioane de lire sterline în 2006. A semnat cu Aston Villa în 2009 și în 2012 a semnat cu clubul Australian din A-League Newcastle Jets. După doi ani, sa întors în Anglia, terminându-și cariera cu clubul din Championship Bolton Wanderers.
Heskey a fost un internațional cu Anglia la categoriile sub 16, sub 18, sub 21, B și niveluri superioare. Și-a făcut debutul cu Anglia împotriva Ungariei într-o remiză 1-1 în 1999. Și-a pierdut locul în echipă după UEFA Euro 2004, timp în care nu a reușit să strălucească și a fost obiectul multor critici. După o lungă absență la națională, Heskey a fost rechemat la echipa Angliei pentru calificările Euro 2008 în septembrie 2007. Sa retras din fotbalul internațional după Cupa Mondială de FIFA 2010, unde a reușit 62 de selecții și a marcat 7 goluri pentru țara sa.

## Palmares
Leicester City
- Play-off Football League First Division: 1995–96
- Football League Cup: 1996–97, 1999–2000

Liverpool
- FA Cup: 2000–01
- Football League Cup: 2000–01, 2002–03
- FA Charity Shield: 2001
- Cupa UEFA: 2000–2001
- Supercupa Europei: 2001

## Meciuri la națională
| Națională | An    | Meciuri | Goluri |
| --------- | ----- | ------- | ------ |
| Anglia    | 1999  | 4       | 0      |
| Anglia    | 2000  | 7       | 1      |
| Anglia    | 2001  | 9       | 2      |
| Anglia    | 2002  | 11      | 1      |
| Anglia    | 2003  | 7       | 1      |
| Anglia    | 2004  | 5       | 0      |
| Anglia    | 2007  | 2       | 0      |
| Anglia    | 2008  | 5       | 0      |
| Anglia    | 2009  | 7       | 2      |
| Anglia    | 2010  | 5       | 0      |
| Anglia    | Total | 62      | 7      |

## Legături externe
- Emile Heskey la Soccerbase
- Emile Heskey pe site-ul FIFA (arhivat)